# 石川縣
36°38′N 136°39′E / 36.633°N 136.650°E
石川縣（日语：／〔〕 Ishikawa ken */?）是日本的一個縣，為北陸三縣之一，縣廳所在地是金澤市。轄區相當於過去令制国中的加贺国与能登国。石川縣東西寬約100公里，南北長約200公里，形狀狹長。西南部的加賀地方的西側日本海海岸線呈直線形狀，東側是兩白山地諸峰，東南部有縣內最高峰白山，高2,702米。北部的能登地方則大致相當於能登半島。石川縣人口約有115萬人，其中以金澤市人口最多，約有46萬人，佔石川總人口的約四成。其次是小松市和白山市。石川縣人口高度集中在南部的加賀地方。金澤市是北陸三縣人口最多的城市，也是北陸經濟的中心之一。
石川縣的氣候屬於日本海側氣候。自西伯利亞吹來的乾冷季風在日本海上空受對馬暖流的影響使得水汽含量增加，被兩白山地擋住後給石川縣帶來充沛降水。石川縣的全年降水量在所有都道府縣中高居第五。特別在冬季，由於西北季風的影響，石川縣降水較多，山區是豪雪地帶，且在降雪時常有打雷現象。
石川縣經濟的特徵之一是過半數製造業從業者從事機械相關產業的工作，人均機械製造業生產額也是日本第一。在江戶時代，以加賀國、能登國、越中國為領地的加賀藩注重學術與文藝發展，使得城下町金澤傳統文化興隆並維持至今。石川縣各地的傳統工藝也十分發達，人均日本美術展覽會及日本傳統工藝展的入選者數是日本第二。
石川縣這一地名來源於縣內的石川郡，而石川郡的名稱則來自於手取川。手取川河床上大小岩石眾多，有「石川」的別稱:559。

## 地理
石川縣位於本州島中部的日本海沿岸，若按八分區屬於中部地方，細分的話則屬於日本海沿岸的北陸地方。石川縣東西長100.9公里，南北長198.4公里，海岸線全長580.9公里。石川縣面積4186.09平方公里，是日本面積第35大縣。石川縣西側、北側、北東側臨日本海，西南接福井縣，東接富山縣，東南接岐阜縣。日本的領海基線自石川縣輪島市舳倉島直接到新潟縣佐渡市，未經富山縣海域。
石川縣北部的能登地方和南部的加賀地方地形截然不同。能登地方由朝東北方向突入日本海的能登半島構成，地形多是第三紀形成的火山岩及沉積岩形成的丘陵狀山地。能登半島沒有一級水系，但有町野川、大海川等二級水系。能登半島海域海底至舳倉島附近是大陸架地形，更北端則是白山瀨、大和堆等中深度海域。能登半島北部多是300米以下的低山和丘陵地帶，西北側海岸是險峻的海蝕崖，東南側則屬於沉降性海岸，海岸線較為複雜。東南部七尾灣內有能登島。半島中部是眉丈山南麓断層形成的帶狀低地（邑知潟地溝帶）。半島南部是以寶達山為中心的低山（寶達丘陵），西側海岸線是沙灘海岸（千里濱）。2007年3月25日，能登半島海域發生6.9的能登半島地震，部分地區受災嚴重。2020年後，能登半島地區地震活動十分活躍，發生能登群震。2022年和2023年，珠洲市先後觀測到震度6弱及震度6強的地震（奥能登地震）。2024年1月1日，發生芮氏7.6的能登半島地震。
加賀地方東南部以山地（兩白地形）為主，石川縣最高峰白山（2,702米）位於這一地區。西北部則是由河流沖積形成金澤平原。白山是自白山經中國山地延伸至九州北部的白山火山帶的一部分，部分地區分佈有火山岩和凝灰岩。流經加賀地方中部的手取川發源於白山，注入日本海，全長72公里，流域面積809平方公里，是石川縣最大的河川。手取川流域面積90%是山地，是日本屈指的急流河川。上游是受河流侵蝕作用形成的河谷地形，中游則河階地形發達。下游是以白山市鶴來地區為頂部的沖積扇。梯川是發源於加賀地方西南部白山山系大日山連峰鈴岳的一級水系，全長42公里，流域面積271.2平方公里。加賀地方北部，流經金澤市內的犀川和淺野川均是二級水系，流域河階地形發達。2008年7月28日，淺野川時隔55年再次發生泛濫，創下200年一遇的豪雨記錄。加賀地方的海岸線是單調的沙灘海岸，沿海地區的平原有木場潟、柴山潟、河北潟等潟湖。

### 自然公園
石川縣境設有白山國立公園一處國立公園；能登半島國定公園、越前加賀海岸國定公園兩處國定公園；山中・大日山、獅子吼・手取、碁石峰、白山一里野、醫王山五處縣立自然公園。白山國立公園的範圍包括以白山為中心的兩白山地，橫跨石川、富山、福井、岐阜四縣。其中原生地區佔80%以上的面積，其中尤以日本山毛欅的原生林面積較大。另外白山國立公園還是日本最西端的越過越過林木線的高山地帶，是許多珍貴動植物的生存西限或南限。
能登半島國定公園是以能登半島海岸一帶為主體的國定公園，橫跨石川縣和富山縣。公園西北部能登金剛和禄剛崎等險峻的海蝕景觀和東南部七尾灣及能登島等柔和的沉降景觀形成鮮明對比。越前加賀海岸國定公園包括自加賀市至福井縣敦賀市的海岸線。石川縣內的柴山潟內的片野鴨池是雁、鴨的飛来地，被列入濕地公約加以保護。

### 氣候

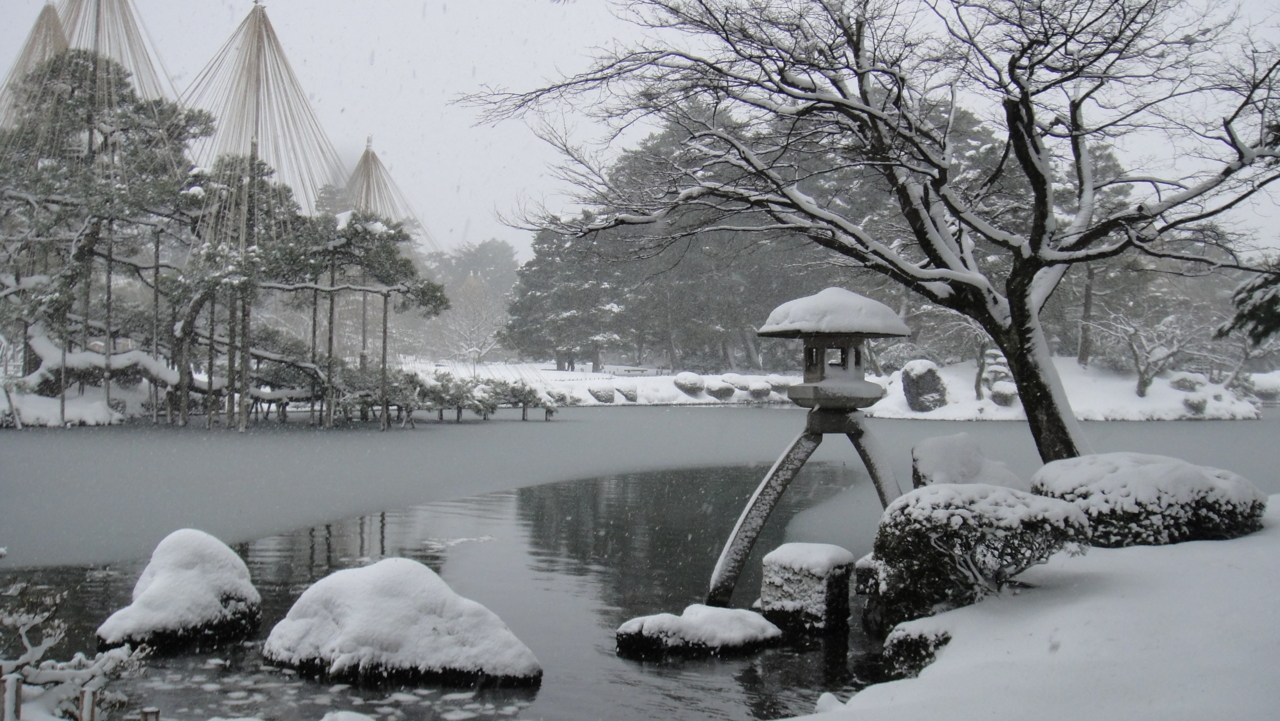
雪後兼六園

石川縣屬於日本海側氣候，日照時間較短。冬季時這一特徵尤為顯著，受西北季風影響，氣溫較低且多降雪。石川縣在冬季多雷電天氣，冬季的打雷發生次數是日本第一。低氣壓在通過日本海時，自東南方向吹來的強風在越過兩白山地時會發生焚風現象。和中部地方太平洋沿岸的東海地方相比，石川縣的梅雨現象較不明顯。能登地方中部至加賀地方的平原地區氣候較為溫和，能登地方北部的年平均氣溫較低，加賀地方山區則低溫且多雨豪雪。
能登地方由於突入日本海，容易受到寒暖季風的影響。和北陸地方其他都市相比，能登的夏季較為涼爽，冬季的降雪量也較少。年平均氣溫約13至14°C，但能登地方北部氣溫較低。年降水量約1,700至2,100毫米，年日照時間約1,500至1,700小時，最深積雪約有20至60厘米。
加賀地方的平原地區氣候比較溫和，年平均氣溫約13至15°C。年降水量約2,100至3,100毫米，年日照時間約1,400至1,700小時，最深積雪約40至50c厘米。金澤市全年降雪量超過200厘米的年份在1960年代有8次、1970年代有6次、1980年代有9次、1990年代未有記錄、2000年代有3次。自1990年代以來明顯減少。加賀地方冬季日照時間極少，夏季月平均日照時間約有180小時，冬季只有70小時。加賀地方山區的最深積雪平均值在220厘米以上，是平原地區的4倍以上。白山市白峰地區的最深積雪記錄達480厘米。這一地區大雪的原因是因西伯利亞的乾冷季風在通過日本海的對馬暖流上空時水蒸汽含量增加，碰到兩白山地之後上冷卻並產生降雪。

## 歷史

### 原始時期

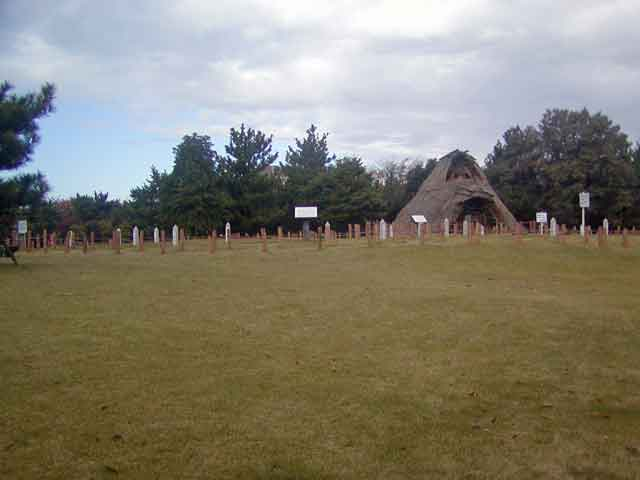
御經塚遺跡（野野市市）

石川縣內的舊石器時代和繩文時代早期的遺跡很少，直到繩文時代中晚期時才開始出現大量遺跡。能登町的真脇遺跡橫跨繩文時代前期至晩期，有約4,000年的歷史。繩文時代後期的遺跡則有金澤市的近森遺跡、野野市市的御經塚遺跡。1980年，在近森遺跡發現了將栗樹巨木縱切排成圓形的環狀木柱列，之後在真脇遺跡也有發現，但用途至今不明。羽咋市的吉崎·次場遺跡是北陸地方最大的彌生時代遺跡，並發現了這一時期北陸地方和近畿、東北、山陰等地交流的證據。
在能美市發現了有50多處古墳的能美古墳群，並在位於其中心的和田山・末寺山古墳群發現了大量兵器和武具。能美古墳群中的秋常山1号墳是一座全長約140米的前方後圓墳。中能登町的雨宮古墳群則發現了北陸最大的前方後圓墳雨宮1號墳。七尾市能登島的須曾蝦夷穴古墳的墓室是穹頂型，和朝鮮半島的古墳相通。

### 飛鳥至平安時代

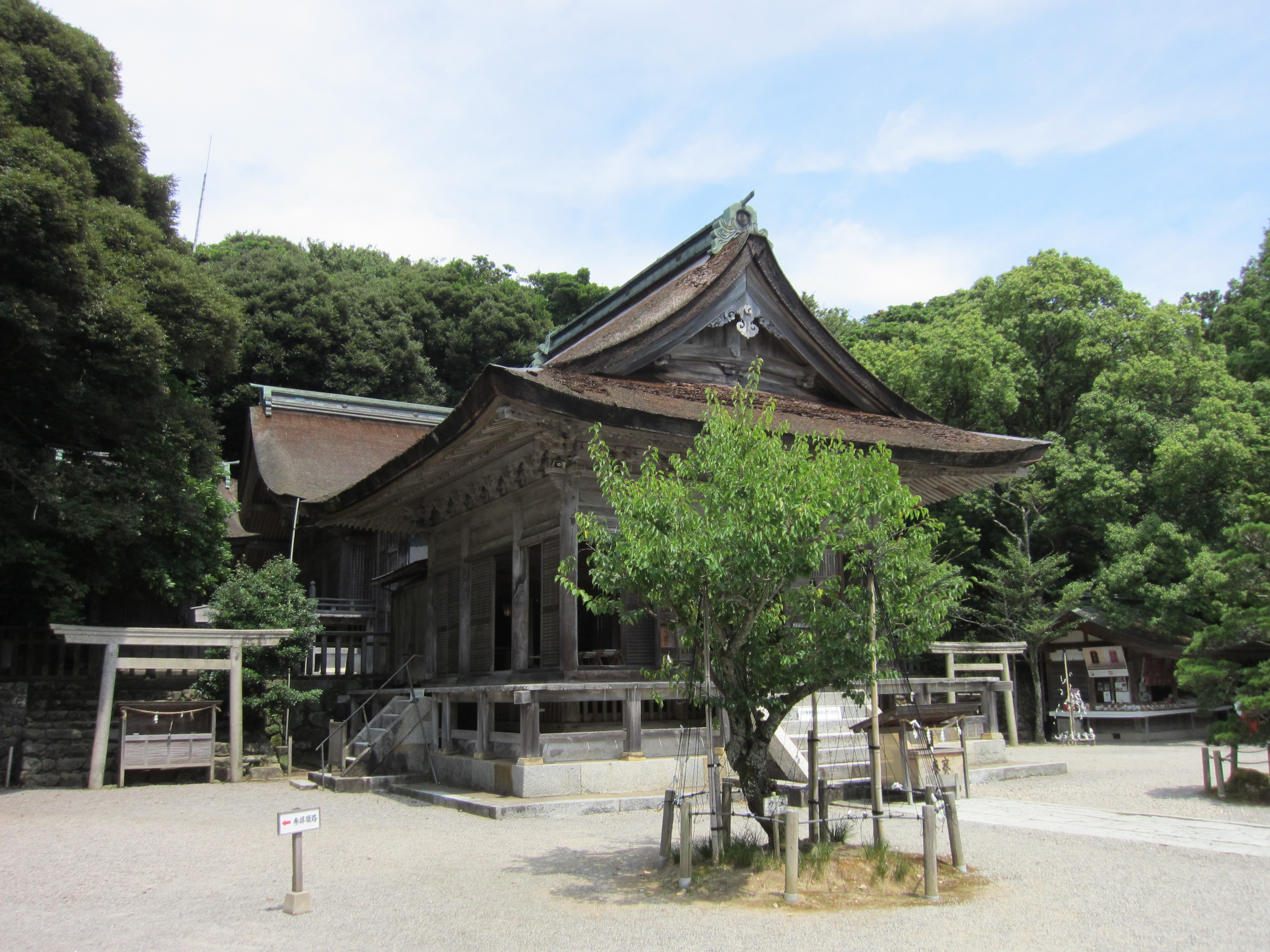
大伴家持參拜過的氣多大社

石川縣在飛鳥時代屬於越國，三越分割之後屬於越前國。進入奈良時代之後，718年（養老2年），越前國的羽咋、能登、鳳至、珠洲4郡另立能登國。741年（天平13年），能登國被併入越中國。這時大伴家持被任命為越中國的國司。757年（天平勝寶9年），能登國再次被分出越中國。平安時代初期的823年（弘仁14年），越前國的加賀、江沼2郡被分出，另立加賀國。
七尾市的能登國分寺原本是由能登地方的支配者能登臣一族修建於飛鳥時代的寺院，在843年（承和10年）成為國分寺，有法起寺式的伽藍。在超過400年的時間內都是能登的佛教中心。自奈良時代至平安時代，渤海國使節頻繁到達能登半島進行貿易。志賀町的福浦港是渤海使船舶的修理和住宿地，能登國在平安時代初期接待渤海使的能登客院位於這裡。
野野市市的末松廢寺遺跡是加賀地方北部的有力氏族道君在7世紀後期設立的寺院，為法起寺式伽藍，屋頂部分磚瓦燒製於能美市辰口地區。在奈良和平安時代，北陸地方有眾多東大寺、西大寺等寺院的莊園。橫跨白山市至金澤市的東大寺領橫江莊也是其中之一。平安時代也是以白山為信仰對象的白山信仰的起源期。登山道起點之一的白山比咩神社是信仰的據點。
在平安時代末期的源平和戰中，源義仲（木曾義仲）在倶利伽羅峠之戰中戰勝平家軍隊，之後又在篠原之戰中乘勝追擊，攻入京都。

### 鎌倉至戰國時代

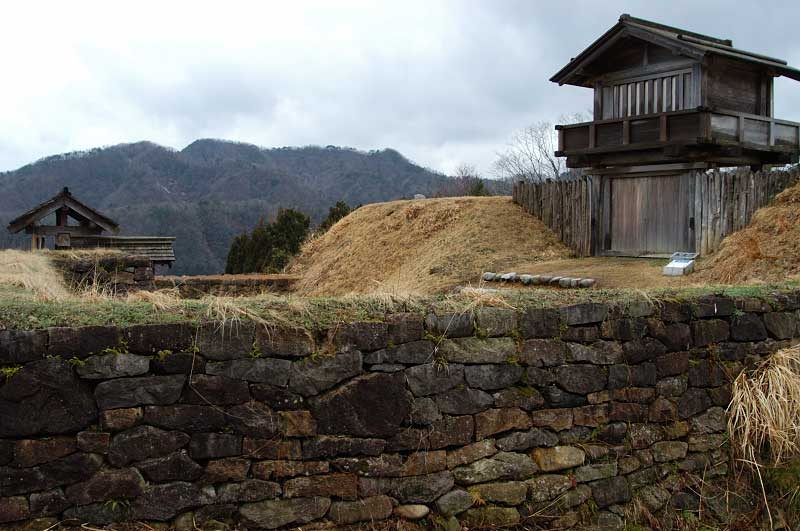
加賀一向一揆的抵抗據點鳥越城

在鎌倉時代，幕府新設守護一職來管理令制國軍政事務。比企朝宗和北條朝時先後擔任加賀國和能登國的守護。室町時代之後，加賀國由斯波氏、冨樫氏控制，能登國由吉見氏、畠山氏控制。應仁之亂時期，浄土真宗開始在加賀國普及。農民發動的加賀一向一揆顛覆了守護富樫政親的統治，加賀國因此脫離武士支配長達約百年。本願寺在金澤的台地上興建尾山御坊，並以此為支配據點。和本願寺敵對的織田信長派遣柴田勝家平定石川地區，並將能登國封給前田利家，加賀國封給佐久間盛政。織田信長死後，豐臣秀吉掌握實權，加賀國改由前田利家所領。他在尾山御坊的遺跡處修建尾山城（金澤城），並開始建設城下町。
在能登國，1420年代後期，畠山滿慶開始修築七尾城，並以此為統治據點。畠山氏的統治在第七代當主畠山義總的時代達到鼎盛。義總死後大名則淪為傀儡。1560年（永禄3年），第九代當主畠山義綱雖奪回實權，卻在1566年（永禄9年）的政變中被逐出能登國。1577年（天正5年），上杉謙信攻入能登國，畠山氏滅亡。

### 江戶時代

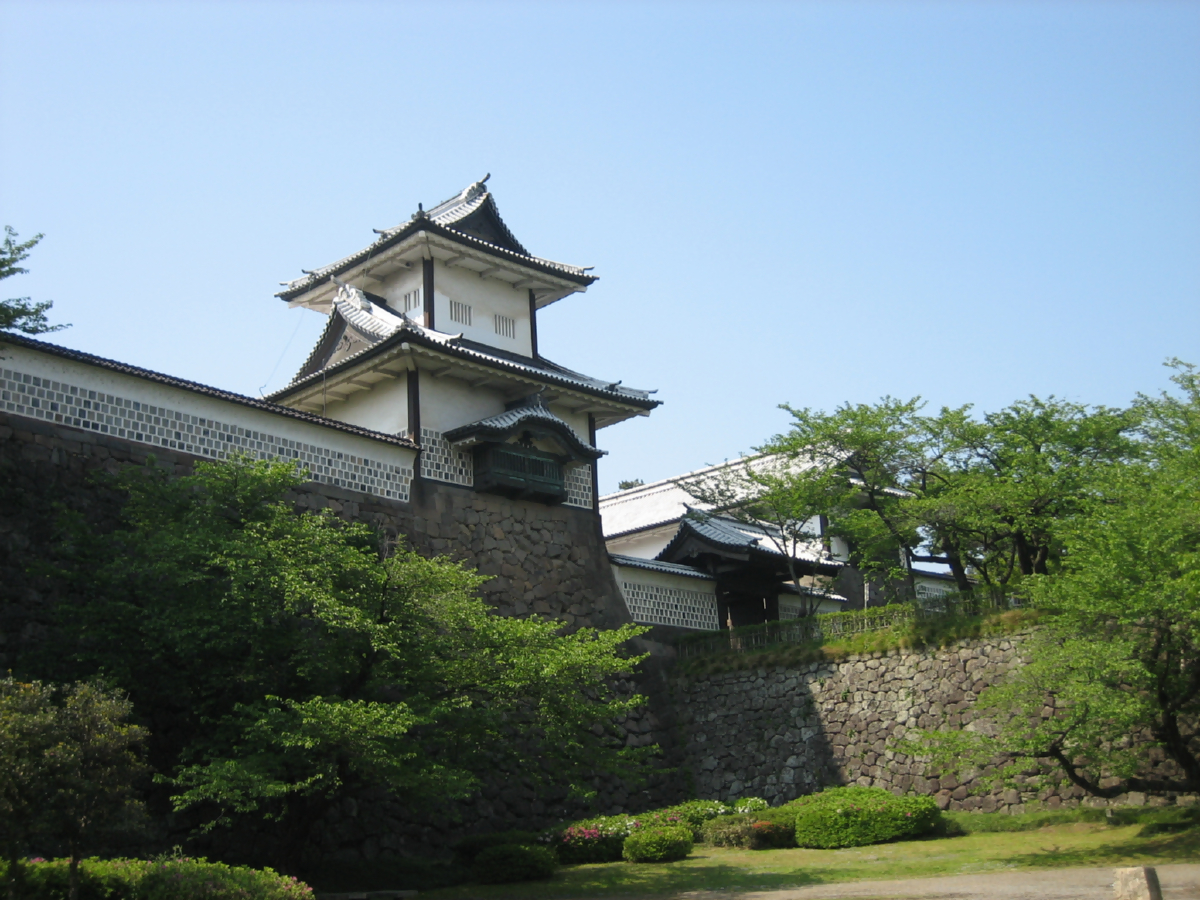
金澤城石川門

前田利家的長子前田利長在關原之戰中支持德川家康的東軍，戰後被賜予越中國。利長在江戶幕府的幕藩體制下是統有加賀國、能登國、越中國三國的加賀藩藩主。加賀藩前田家雖是外樣大名，卻是大名中石高之首，領有約120萬石。1639年（寬永16年），前田利常將家督讓給長子前田光高，並將次子前田利次分封至富山藩，三子前田利治分封至大聖寺藩。然而在1645年（正保元年），前田光高突入過世，第五代藩主光高長子前田綱紀年幼，由利常輔佐藩政。在利常輔佐綱紀的時期，實施以救濟貧農，徹查稅收的改作法農政改革，並取得效果使得藩政安定。自這一時期，加賀藩開始將儲存的大米經日本海運至關門海峽，再經瀨戶內海運到大坂，是之後西回海運的前身。不過在16世紀中期，發生了白山噴發和手取山洪水等災害，造成多人遇難。

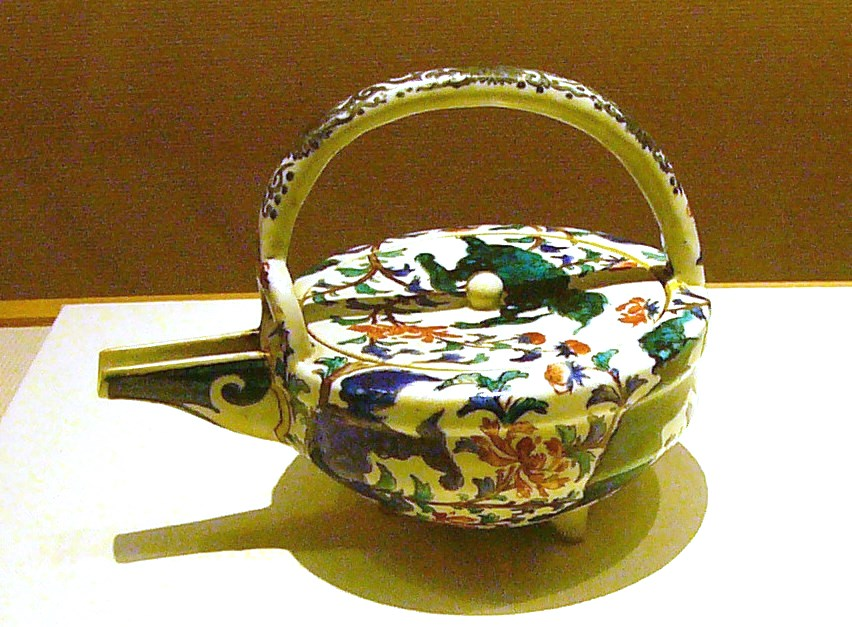
江戶時代前期的九谷燒

加賀藩注重發展產業，獎勵學術和文藝。使得以城下町金澤為中心的傳統文化興隆至今。金澤城內的御細工所原本是修理兵器武具的組織。前田利常使其開始製作修理茶具和美術工藝品，前田綱紀時期更擁有超過20種職種。綱紀還鼓勵學術，招聘木下順庵、室鳩巢、稻生若水等學者，並收集古今東西圖書，創建尊經閣文庫。兼六園也始建於綱紀時期，但現貌則是完成於江戶時代後期。
江戶時代因在輪島發現矽藻土，當地開始生產名為輪島塗的堅固漆器，廣泛用於日用食器。北前船停靠地的輪島港利用海運之利將其行銷日本全國。在江戶時代後期更加入戧金和蒔絵技法，發展成為美術工藝品。大聖寺藩早江戶初期開發礦山，並因在九谷村發現高嶺石而開始生產彩繪瓷器（九谷燒）。九谷燒的生產雖然曾一度中止，但之後在加賀藩的努力下復興，在明治時期更遠銷海外。
江戶時代後期，加賀藩還在藩校中分設文學校明倫堂和武學校經武館。明倫堂除了儒學之外，還教授易學、醫學、本草學、曆法學、算學。經武館則教授馬術、劍術。幕末時期還設立洋式兵學校壯猶館，為進行航海、測量實習還設立軍艦所，自歐洲購入西式艦船，注重海防。

### 近代

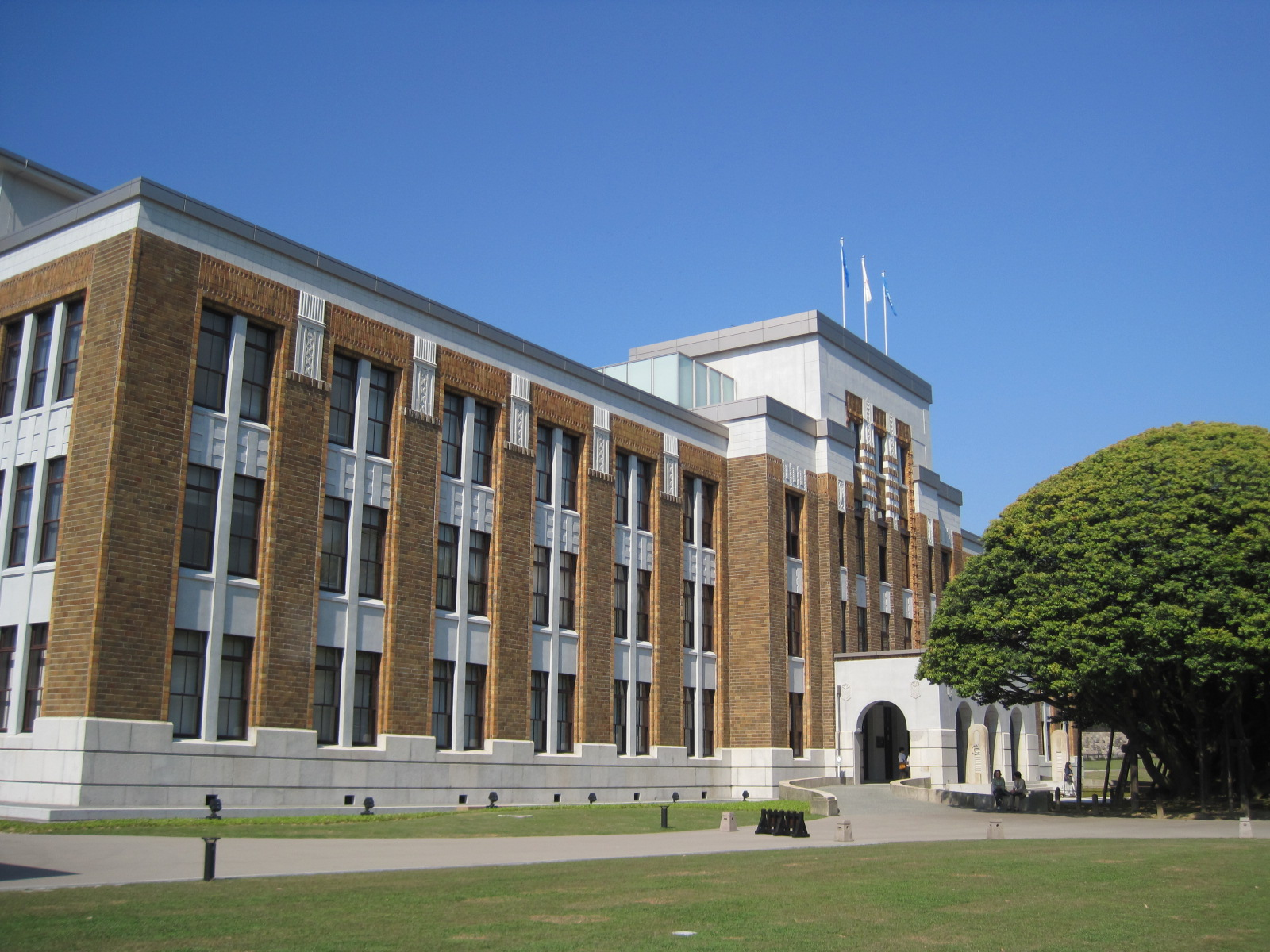
大正時代竣工的舊石川縣廳

1869年版籍奉還之後，加賀藩改為金澤藩。第14代藩主前田慶寧被任命為金澤藩知事。1871年8月，日本實施廢藩置縣，金澤藩域改為金澤縣（第1次），大聖寺藩則改為大聖寺縣。同年11月，兩縣被廢。旧金澤縣中越中國部分（不含射水郡）新設新川縣，能登國和越中國射水郡新設七尾縣，加賀地方設立金澤縣（第2次）。1872年，金澤縣廳搬到石川郡美川町（現白山市美川南町），並改名石川縣。同年10月，七尾縣（不含射水郡）和石川縣合併（射水郡和新川縣合併），11月時再合併足羽縣白山山麓18個村莊，領域相當於現在的石川縣。1873年，石川縣廳搬回金澤，但縣名並未變更。1876年，新川縣（大致相當於現在的富山縣）和敦賀縣（大致相當於現在的福井縣）的嶺北劃入石川縣，這一時期被稱為大石川縣。不過在1881年和1883年，福井縣、富山縣相繼劃出石川，也確定了石川縣現在的縣域。
1874年，舊金澤藩士長谷川準也（之後出任金澤市長）仿效官營模範工廠富岡紡紗廠，創建金澤紡紗廠，是石川縣內殖產興業的先驅。金澤紡紗廠工人津田吉之助之子津田米次郎致力於織機的機械化，在1900年發明了日本首個力織機，金澤紡紗廠也因此產量大幅增加:43。1887年4月，金澤設立舊制第四高等中學校，是現在金澤大學的前身。1898年10月，在金澤城內還設立了就陸軍第9師團司令部。金澤因此發展為北陸地區的學術和軍事中心。

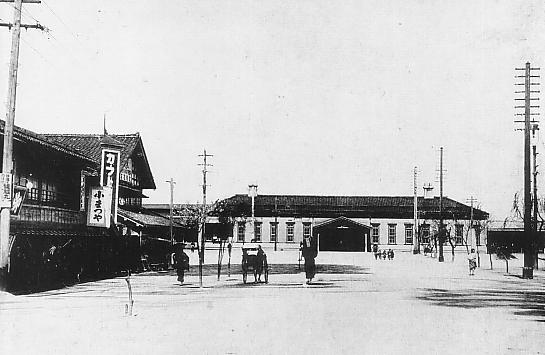
明治時期的金澤站和站前廣場

1897年9月，北陸線自福井站延伸至小松站。1898年（明治31年）4月又延伸到金澤站，並在同年11月延伸至高岡站。在同年4月，七尾鐵道也開通了自津幡臨時站至矢田新站的路段，並在1907年被國有化，1925年延伸至和倉溫泉站，1935年延伸至輪島站。1900年，金澤開始電力送電，並在翌年開通市內電話，1908年開始供給瓦斯。
1918年，富山縣魚津發生米騷動，石川縣也受到波及。1919年，金澤市內的路面電車開始運行。金澤的城市化以此為契機有明顯發展。咖啡廳、電影等大眾文化開始普及。1934年，手取川流域發生大洪水，造成97人死亡，15人失踪。

### 現代

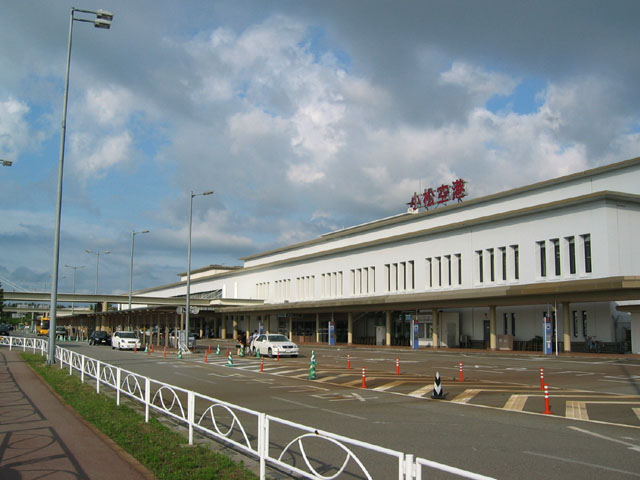
自衛隊和民間航空共用的機場小松機場

石川縣是日本二戰中受空襲次數最少的縣之一，使得眾多基礎設施得以逃過戰火摧殘。戰後美軍接收內灘村的砲彈試射場，引發當地民眾的反對運動，被稱為內灘闘争。美軍還接收了舊海軍的小松飛行場，並在1955年開通了至大阪的不定期航線。1958年美軍歸還機場之後，航空自衛隊駐紮小松飛行場並在1961年開設航空自衛隊小松基地，正式成為自衛隊和民航共用的機場。
1957年，NHK開始在石川縣播出電視節目。翌年，商業廣播北陸放送也開始播出電視。1962年更開始播出彩色電視。同年12月末至翌年2月初，北陸地方發生連續大範圍降雪記錄。金澤市的最深積雪達181厘米，造成交通通信障礙、停電、住宅倒塌等影響。
1963年，北陸本線福井站至金澤站區間實現電氣化。翌年，金澤站至富山站區間也實現電氣化。國鐵能登線也在1959年開通穴水站至鵜川站區間，1964年實現全線通車。另一方面，1967年，金澤市內的路面電車被廢除。1972年，石川縣首條高速公路北陸自動車道的金澤西至小松區間開通。1978年，石川縣內的北陸自動車道全線通車。能登也在1973年開通了能登海濱公路，1982年實現了能登收費公路全線通車。1977年，尾口村（現白山市）和岐阜縣白川村之間的白川超級林道通車。

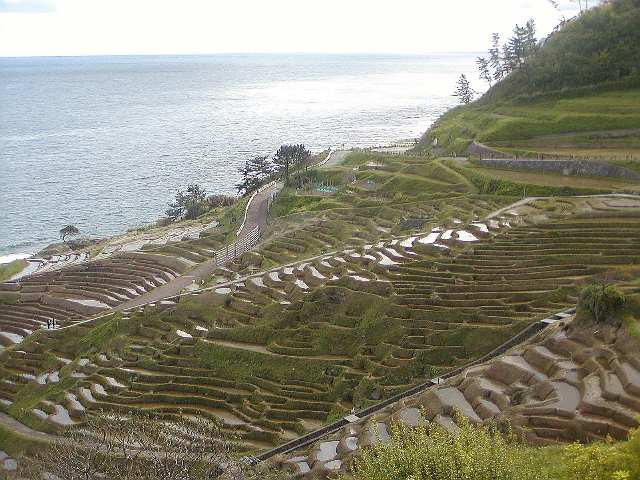
白米千枚田

1980年，石川縣完成了以治水、提供都市用水、發電為目的的手取川水庫。該水庫提供了北起七尾市能登島，南至加賀市縣內七成人口的用水。1993年，志賀町的志賀核能發電廠開始運行。但在2003年，原本計劃興建在珠洲市的珠洲核能發電廠被凍結。
昭和末期之後，能登地方從以鐵路為中心的交通體系變為以公路和航空為中心的交通體系。1988年，JR能登線被廢除，交由第三部門能登鐵道運行。1991年，JR七尾線的津幡站至和倉溫泉站區間雖實現電氣化，但和倉温泉站至輪島站區間則交由能登鐵道運行。但在2001年，能登鐵道七尾線的穴水站至輪島站區間被廢止。2005年，能登線也被廢除。與之相對的是，2003年，石川縣第二個機場能登機場開業。能越自動車道也在1998年和2006年兩度延長。
2009年，金澤市被聯合國教科文組織列入創造都市。同年，能登地方北部的傳統祭禮饗祭被列入世界無形文化遺產。2011年，能登的里山里海被列入世界農業遺產。

## 人口
1920年日本首次人口普查時，石川縣有人口747,360人。由於包括石川縣在內的日本海沿岸地區在戰前是工業化後進地區，長期扮演勞動力輸出地區的角色，石川縣人口增加緩慢。直到1970年時，石川縣人口才突破百萬大關。此後石川縣的人口增長速度有所加速。2000年人口普查時，石川縣達到人口峰值1,180,977人。此後由於老齡化和少子化問題，石川縣人口開始減少。2017年3月31日時，石川縣有人口1,149,894人。石川縣人口自2005年開始自然增長率為負數，且自1980年代以來長期出現人口外流問題。另一方面，石川縣的總和生育率有1.45，略高於日本平均值。

## 政治

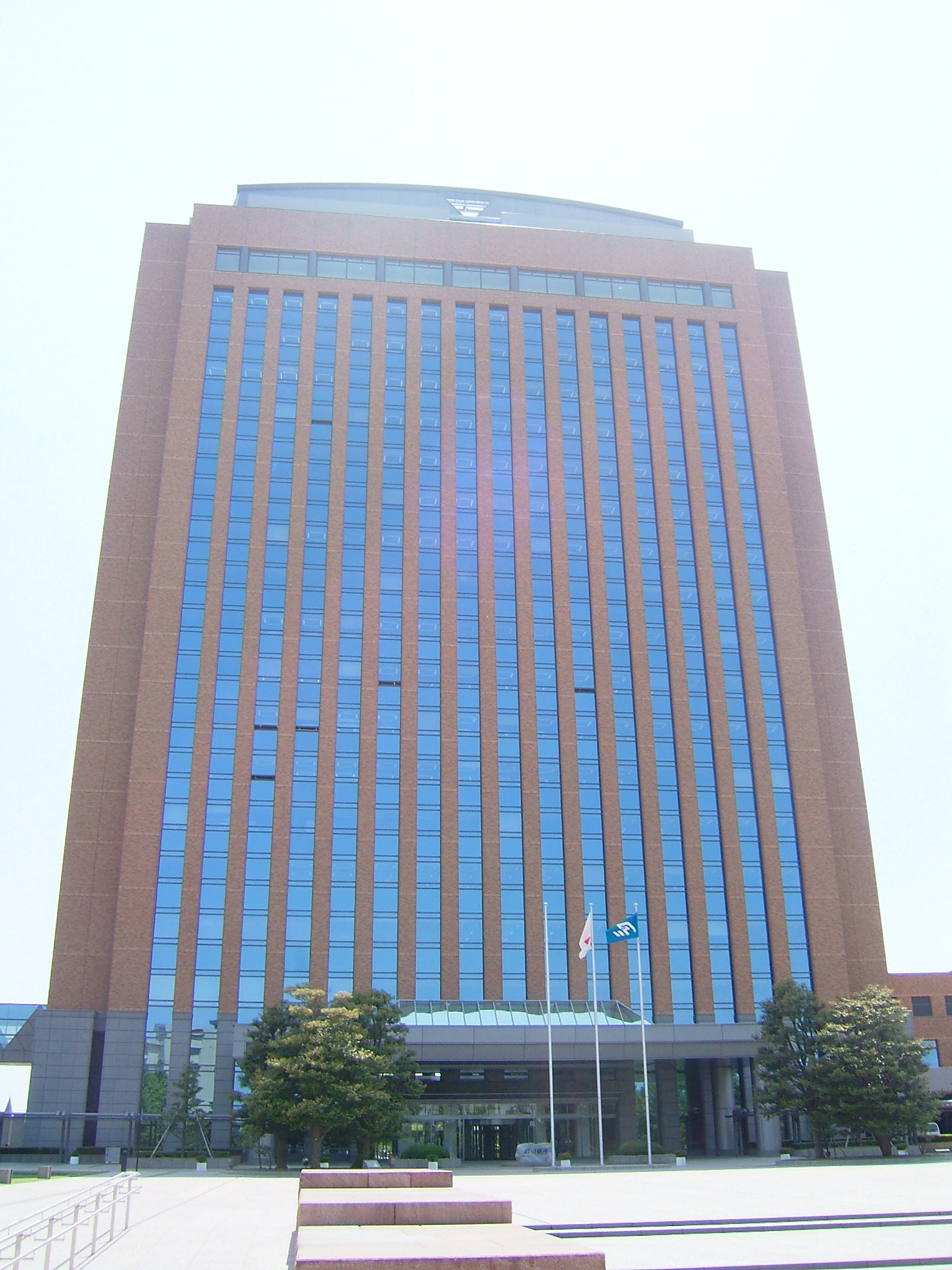
石川縣廳

1996年日本導入小選舉區制之後，在眾議院選舉中，石川縣被劃分為3個選舉區。這三個選舉區均是自民黨佔據優勢的選區，其中又以日本前首相森喜朗所在的石川縣第2區最為強勢，其他政黨候選人從未當選。2000年之後，民主黨在石川縣第1區有過兩次當選記錄，在石川縣第3區有過三次當選記錄。2021年眾議院選舉時，自民黨候選人在石川縣的三個選舉區均成功當選。在參議院選舉中，石川縣屬於石川縣選舉區，共有2名議員。目前自民黨獨占這兩個議席。
石川縣在戰後僅經歷了四位知事。中西陽一在1963年首次當選石川縣知事之後連續八次當選，於1994年在任期中去世，執政石川縣長達31年，是日本執政時間最長的知事。現任石川縣知事是谷本正憲。他在1994年首次當選以來也已連續六次當選。2022年，曾擔任文部科學大臣的馳浩當選石川縣知事。石川縣議會共有43名議員，其中自民黨是最大黨派，有31名議員。2015年度，石川縣財政收入約5601億日元，支出約5517億日元，略有實現財政盈餘。

### 行政區劃
石川縣可以分為北部的能登地方和南部的加賀地方，相當於令制國中的能登國、加賀國。加賀地方包括金澤市、白山市、小松市、加賀市、野野市市、能美市、河北市七市和津幡町、内灘町、川北町三町，人口約有95萬，佔石川縣的83.4%。能登地方包括七尾市、輪島市、羽咋市、珠洲市、志賀町、宝達志水町、能登町、穴水町、中能登町。人口約有19萬人，佔16.6%。

## 經濟
2013年度，石川縣的縣內生產總值有45,448.88億日元，人均縣民所得是297.2萬日元。

### 第一產業

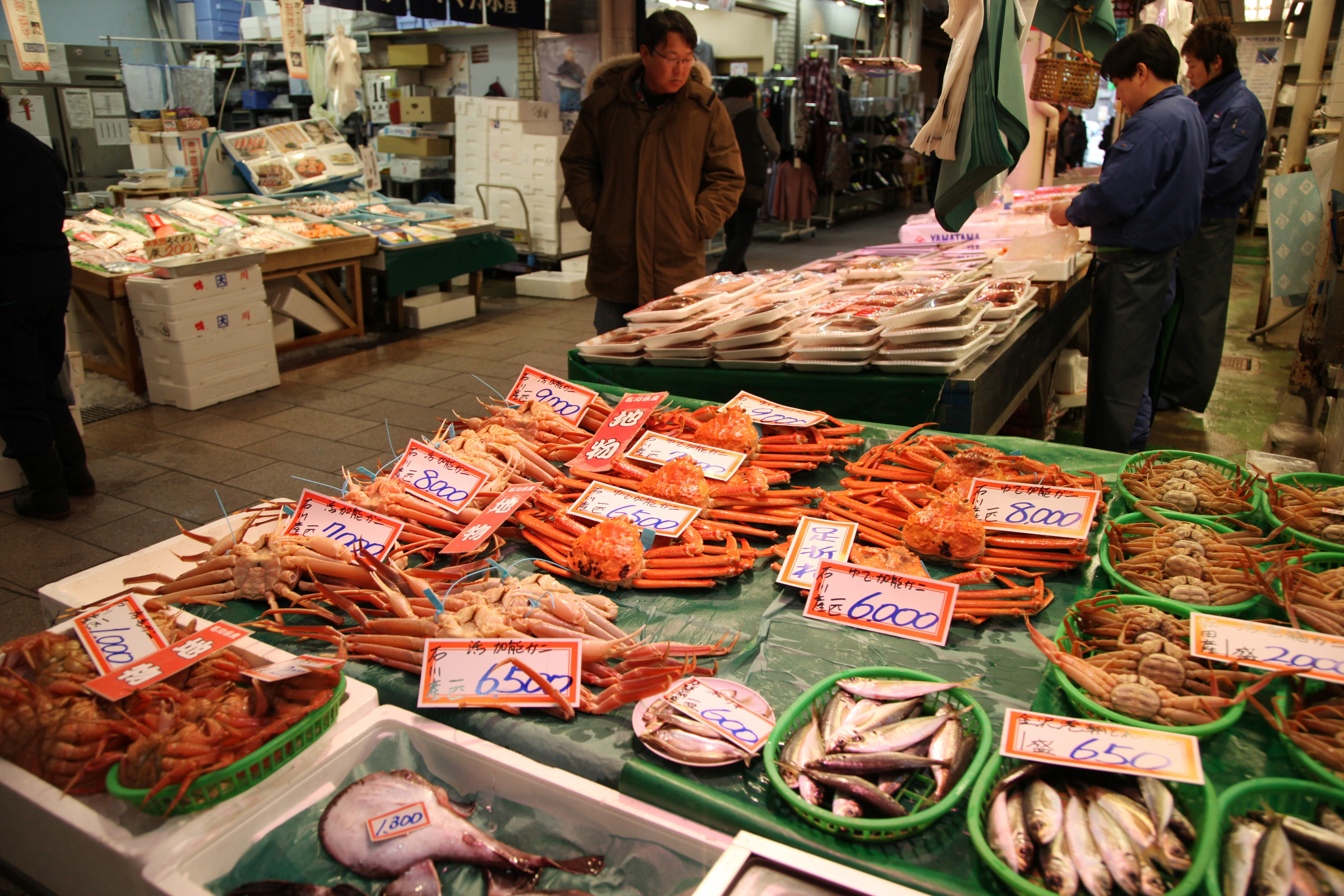
銷售在地海產品的近江町市場（金澤市）

石川縣耕地面積有42,400公頃，佔石川縣面積的一成。2014年度，石川縣的農業生產額有475億日元，其中大米佔一半比例，其次是蔬菜和畜產和。石川縣注重農產品的品牌化，近年來推出了「加賀蔬菜」、「能登蔬菜」等品牌。石川縣農業綜合研究中心還開發了名為「紅色浪漫」的新品種高級葡萄。石川縣廳還對在縣內飼養的黑毛和牛中高品質的能登牛進行認證。
2008年，石川縣林業生產額有28.6億日元，只有1985年時69.2億日元的41%。另一方面，木材供給量中縣產材的比例從1975年的18%增加到2009年的39%。樹種別原木生產量中以日本柳杉最多。能登半島出產的羅漢柏在品質上享有盛譽。
石川縣2005年的海面漁業、養殖業生產量有60,306噸，換算成金額有219億日元，是本州日本海沿岸12府縣中生產量第三大縣和生產金額最多的縣。石川縣捕獲的主要海魚有斑點莎瑙魚、日本竹筴魚、白腹鯖、鰤魚、河魨、北魷等。石川縣的內水漁業則以香魚為主。

### 第二產業

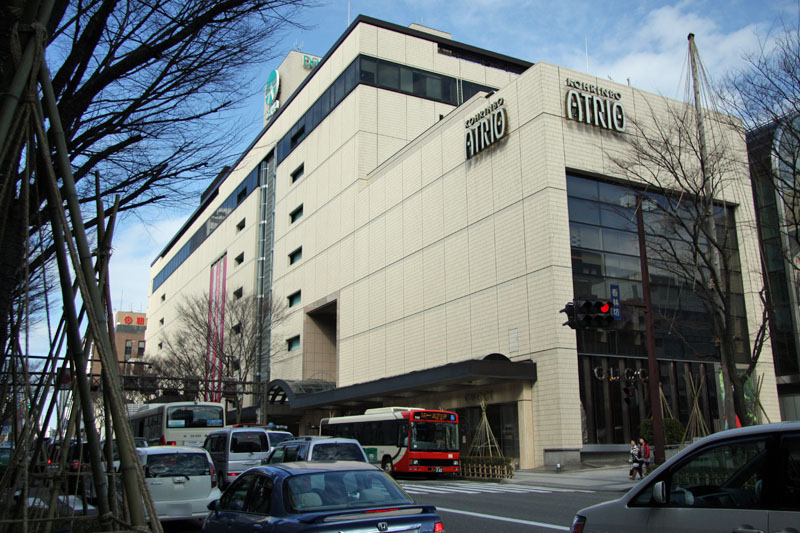
香林坊是金澤商業中心

2014年，石川縣的工業品生產金額有26019億日元，其中機械產業就佔了約三分之二的比例，且加賀地方集中了八成以上的生產金額。世界第二大建設機械企業小松製作所創業於小松市，市內有眾多小松製作所的工廠和關係企業，形成了公司市鎮。世界著名顯示器生產企業藝卓的總部位於白山市。金澤市的I-O 數據設備是日本重要的生產電腦相關機械的企業。總部位於河北市的PFU是富士通的全資子公司，也是世界最大的影像掃描器生產企業。此外石川縣還有眾多村田製作所的相關企業。石川縣企業的特徵之一是有眾多活躍於利基市場的企業。如總部位於金澤市的津田駒工業是世界最大的織機企業，石野製作所是日本最大的迴轉壽司傳送帶生產企業。
石川縣工業的另一特徵是傳統工藝產業發達。金澤市是日本最大金箔產地，佔日本國內生產量的98%以上。輪島塗、九谷燒、山中塗、金澤漆器、金澤佛壇、加賀友禪、牛首紬、美川佛壇、七尾佛壇、能州紬、珠洲燒等都是石川著名的工藝品。

### 第三產業
北國銀行創建於1943年，由加能合同銀行、加州銀行、能和銀行三家銀行合併誕生，是石川縣唯一的一家地方銀行。2014年度，石川縣的商品銷售額達34,694億日元，其中批發業有22,948億日元，零售業有11,746億日元。金澤市是石川縣的商業中心，集中了石川全縣約三分之二的商品銷售額。
石川縣的觀光業在近年因北陸新幹線的開通而取得顯著發展。2015年，石川縣的觀光客人數達2501.8萬人，創下統計開始以來的最高記錄。在石川縣各地區中以金澤地區的觀光客最多，其次是能登地區、加賀地區、白山地區。

## 文化

### 方言

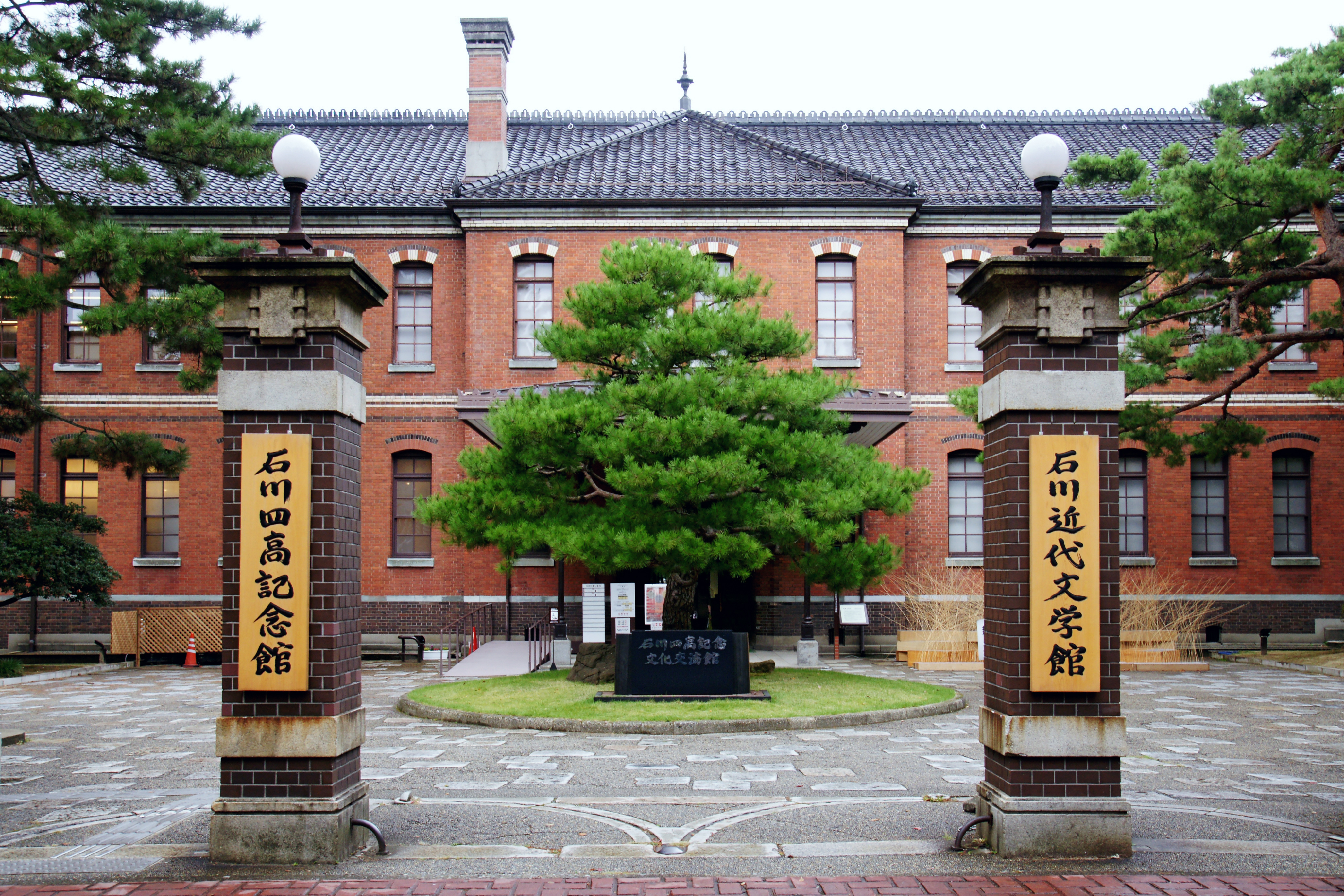
舊制第四高等學校現在是石川近代文學館

石川縣的方言可以分為能登地方的能登方言和加賀地方的加賀方言，兩者均屬於北陸方言。石川縣的方言呈現出東日本和西日本方言過渡地區的特徵，重音介於京阪式重音和東京式重音之間，在文法和詞彙上也同時受到了兩方的影響:58。白山山麓地區的白峰方言頗為獨特，被認為是語言島。

### 文學
泉鏡花、德田秋聲、室生犀星是石川縣三大文豪。泉鏡花師從尾崎紅葉，是日本浪漫主義文學的領導者，著有《夜行巡査》、《外科室》、《高野聖》等作品。德田秋聲同樣師從尾崎紅葉，是著名自然主義作家，獲得過菊池寬獎。室生犀星則身兼詩人和小說家，著有《愛的詩集》、《幼年時代》等作品。

### 飲食
石川縣的飲食文化也可以分為加賀地方和能登地方兩個部分。能登地方內陸降雪較多，環境嚴峻，主要栽培小麥和豆類，主食也以麥飯和麵食為主。沿海地區水產資源豐富，飲食也以魚類、藻類為主。加賀地方自江戶時代開始就物產發達，飲食文化也十分多樣。因魚類最易入手，使得加賀地方的飲食也以魚類為主。另外由於淨土真宗影響力強大，因此精進料理傳統濃厚。加賀地方的沿海地區雖以稻米為主食，但白山山麓一帶則多以雜糧為主食，飲食文化較為簡樸。

### 節慶活動
石川縣主要的節慶活動有金澤市的金澤百萬石祭、白山市的寶來祭、小松市的旅祭等。金澤百萬石祭開始於1952年，在每年六月舉行，是宣傳金澤市文化重要的旅遊活動之一，以百萬石遊行而著稱。寶來祭在每年十月舉行，正式名稱是金剱宮秋季例大祭，現已演變為觀光活動。旅祭在每年五月中旬舉行，是菟橋神社和本折日吉神社的春季祭礼，以曳山兒童歌舞伎著稱。

### 媒體
石川縣有北國新聞和北陸中日新聞兩份地方報紙。北國新聞創刊於1893年，是石川縣內市場佔有率最高的報紙。北陸中日新聞是中日新聞的北陸版，發行範圍包括石川、富山兩縣。石川縣內的電視台有NHK金澤放送局、北陸放送、石川電視台、金澤電視台、北陸朝日放送。其中NHK金澤放送局和北陸放送也有製作廣播節目。

### 體育
石川縣主要的職業體育俱樂部有參加棒球挑戰聯盟的石川百萬星和日本職業足球乙級聯賽的金澤薩維根。石川百萬星創建於2007年，主要使用石川縣立棒球場、金澤市民棒球場作為主場。金澤薩維根的前身是創建於1956年的金澤之前俱樂部，在2006年改為現名，並在2014年加入J聯賽，以石川縣西部緑地公園田徑場為主場球場。

### 教育
石川縣有金澤大學和北陸先端科學技術大學院大學兩所國立大學。金澤大學成立於1949年，由舊制金澤醫科大學、舊制第四高等學校、金澤高等師範學校、金責高等工業學校合併誕生，是舊六醫科大學之一，也是本州日本海沿岸地區代表性的綜合性大學。北陸先端科學技術大學院大學成立於1990年，是一所只提供大學院教育的研究型大學。石川縣還有石川縣立看護大學、石川縣立大學、金澤美術工藝大學三所公立大學，金澤醫科大學、金澤學院大學、金澤工業大學、金澤星稜大學、金城大學、北陸大學、北陸學院大學七所私立大學。

## 交通

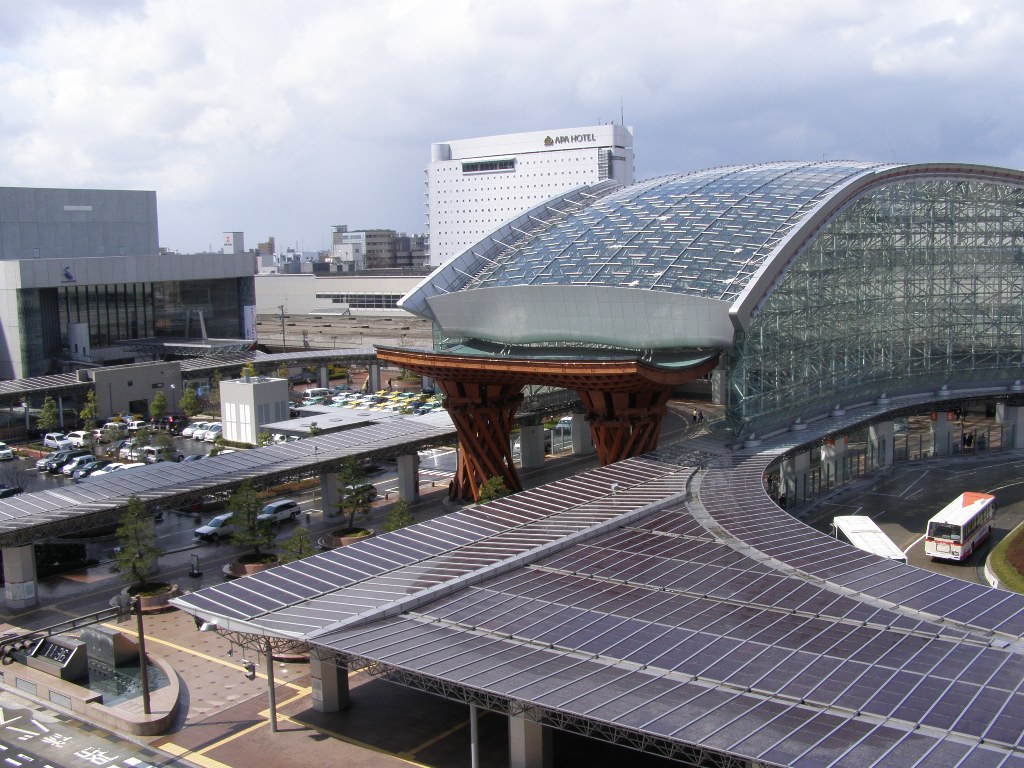
金澤站

2015年3月14日北陸新幹線長野站至金澤站開業之後，石川縣內鐵路交通發生很大變化。北陸本線金澤以西的部分仍由JR西日本運營，金澤以東的部分則改由IR石川鐵道運營。北陸本線不僅是石川縣南部各城市之間的主要交通手段，也有眾多自石川縣外駛來的特急列車和貨物列車，是石川縣鐵路交通的幹線。七尾線同樣由JR西日本運營，是連接加賀地方北部和能登地方的重要交通路線。此外石川縣內還有能登鐵道運營的能登鐵道七尾線，北陸鐵道運營的淺野川線、石川線三條鐵路路線。

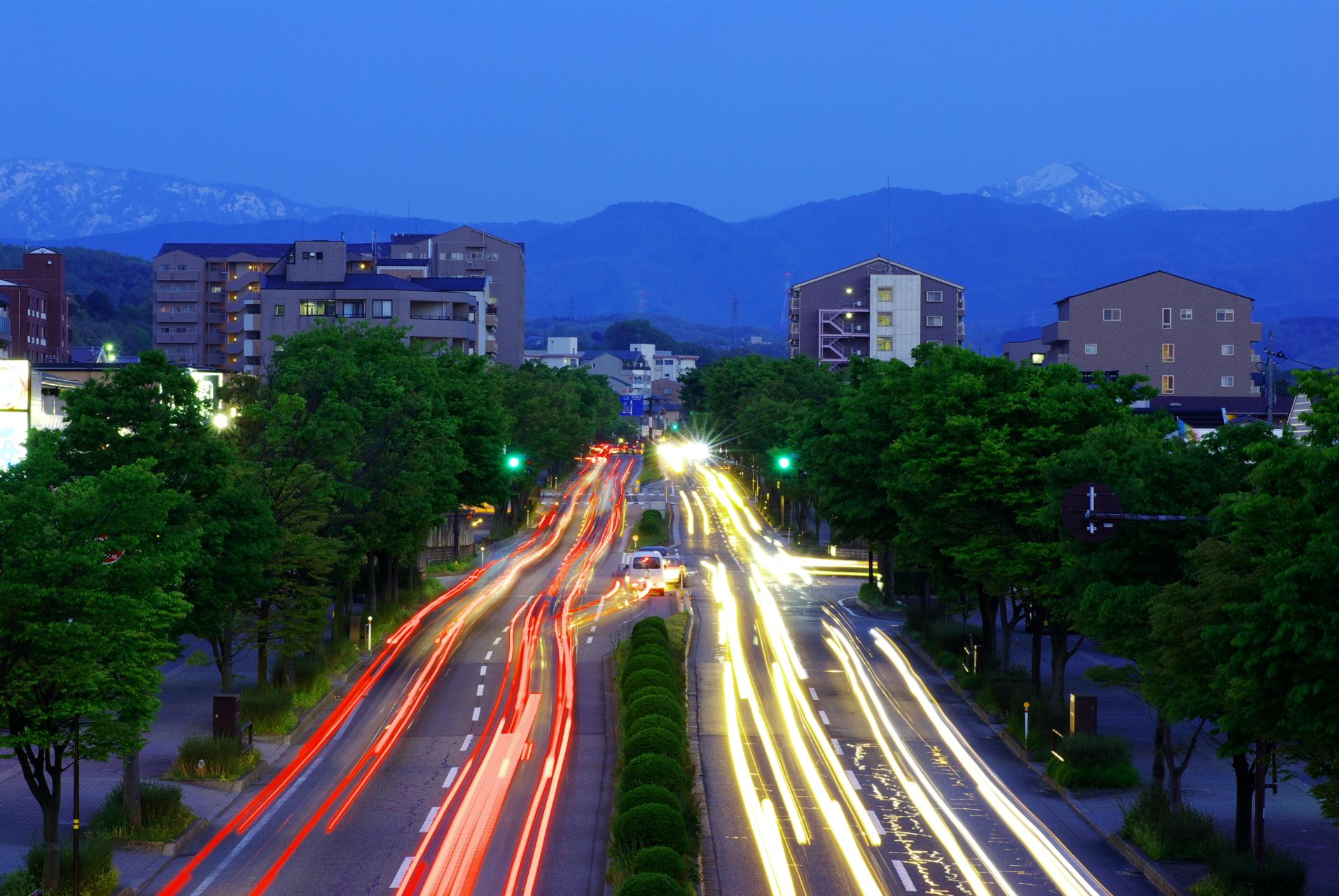
金澤外環状公路的山側幹線

石川縣內主要的幹線公路有沿加賀地方海岸線的北陸自動車道和國道8號，以及連接加賀地方北部和能登地方的能登里山海道及國道159號。金澤市在郊區修建了金澤外環狀公路以緩解流量。加賀地方和能登地方的交通節點津幡町亦是交通堵塞多發區，政府也在這裡增建公路以緩解堵塞問題。
石川縣內的高速巴士多以金澤站為起點，出發前往名古屋、關西、關東、東北等地。中短途巴士則各地區有不同公司運行。金澤市近郊由北陸鐵道、北鐵金澤巴士、西日本JR巴士運行；小松地區由小松巴士運行；白山地區由加賀白山巴士運行；加賀地區由加賀溫泉巴士運行；中能登地區由北鐵能登巴士運行；能登島地區由能登島交通運行；奧能登地區由北鐵奧能登地區巴士運行。石川縣導入了當地車牌號制度，縣內有「石川」和「金澤」兩種車牌號。
石川縣內有金澤港和七尾港兩座重要港灣，此外還有10座地方港灣。金澤港於1930年代開始開發，並在1970年正式開港，現在有前往中國及韓國的定期貨櫃航線。七尾港是一座天然良港，其通商歷史可以追溯至室町時代，是石川縣最大的貨物港。
石川縣有小松機場和能登機場兩個機場。小松機場的跑道長度達3000米，可起降大型噴氣機。現在小松機場有前往羽田、成田、札幌、仙台、福岡、那霸、首爾、上海、台北的定期航線。2014年度，小松機場的乘客數超過212萬人。能登機場則運行有前往東京的定期航線。在開始運營12年後，能登和東京之間的航線乘客數已達15萬人。

## 觀光

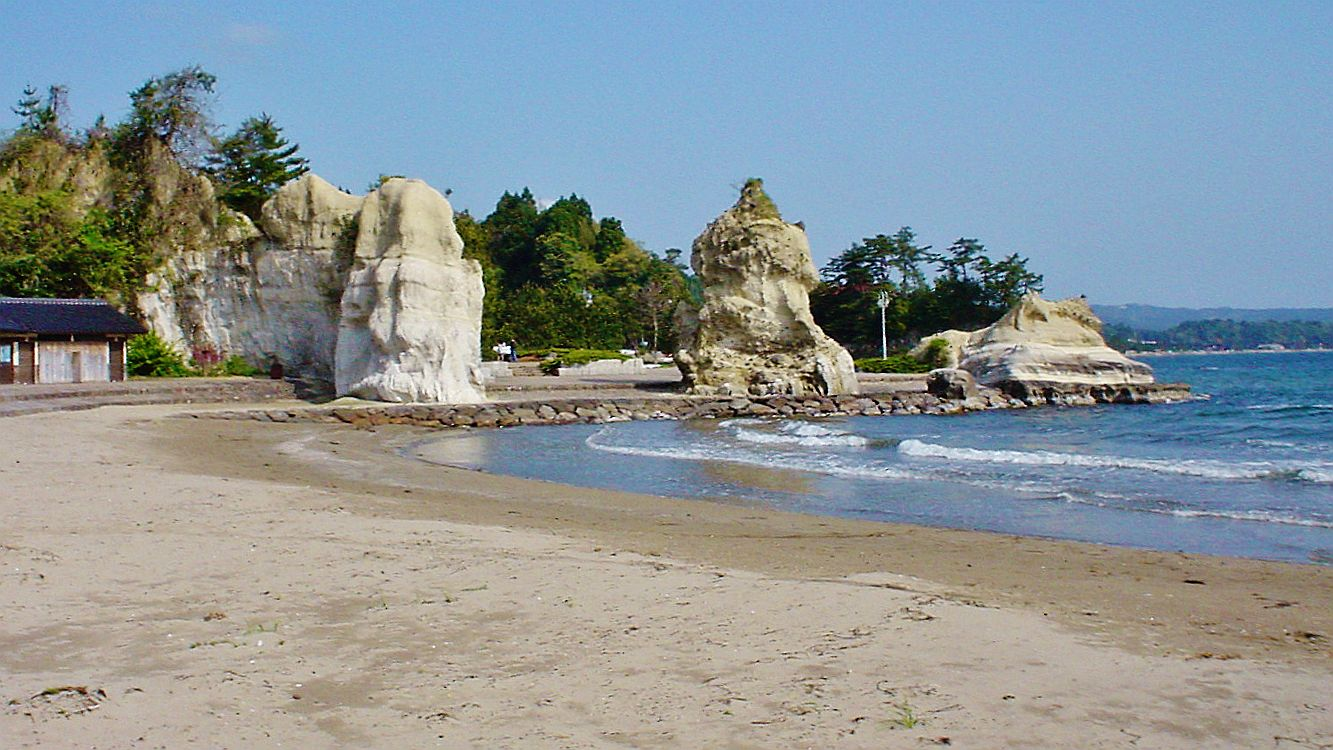
能登半島的戀路海岸

石川縣無論是人文觀光資源還是自然觀光資源均十分豐富。金澤在江戶時代是三都（江戶、京都、大阪）之外人口最多的城市，擁有濃厚的城下町文化底蘊。金澤城是有「加賀百萬石」之稱的前田家的居城，被日本政府指定為史跡。城內的石川門等建築保留有江戶時代原貌，是重要文化財。2001年以來，金澤市完成了菱櫓、橋爪門、河北門、玉泉院丸庭園等重要建築的重建工作，使得金澤城更接近江戶時代的原貌。金澤城附近的兼六園是日本三名園之一，是加賀歷代藩主的大名庭園，被日本政府認定為特別名勝，也是日本最著名的回遊式庭園之一。金澤市的東山東、主計町等地因擁有眾多江戶時代後期至明治時期的傳統建築而保留有城下町的獨特氣氛，被列入重要傳統的建造物群保存地區。金澤21世紀美術館是日本最具特色的現代藝術的美術館之一，建築本身也獲得威尼斯金獅獎肯定。
石川縣內溫泉度假地眾多，最為著名的有以「加賀四湯」（粟津溫泉、片山津溫泉、山代溫泉、山中溫泉）而著稱，位於加賀市、小松市的加賀溫泉鄉；日本前列的高級溫泉度假區和倉溫泉等地。能登半島的沿海地區地形獨特，擁有能登金剛、見附島、戀路海岸、哥吉拉岩等景點。石川縣東南部的白山擁有白山比咩神社等神社，和立山、富士山並列為日本三名山之一，是宗教信仰上的聖地。白山亦因保存有良好的生態環境而被列入國立公園加以保護，登山活動也十分興盛。

## 外部連結
行政
- 官方网站
- 石川県広報広聴室公式「ほっと石川」的X（前Twitter）

觀光
- ほっと石川旅ねっと （页面存档备份，存于） - 石川縣觀光聯盟